# Максименко, Александр Владимирович
Алекса́ндр Влади́мирович Максиме́нко (род. 19 марта 1998, Ростов-на-Дону) — российский футболист, вратарь московского «Спартака» и сборной России.

## Клубная карьера

### Начало карьеры

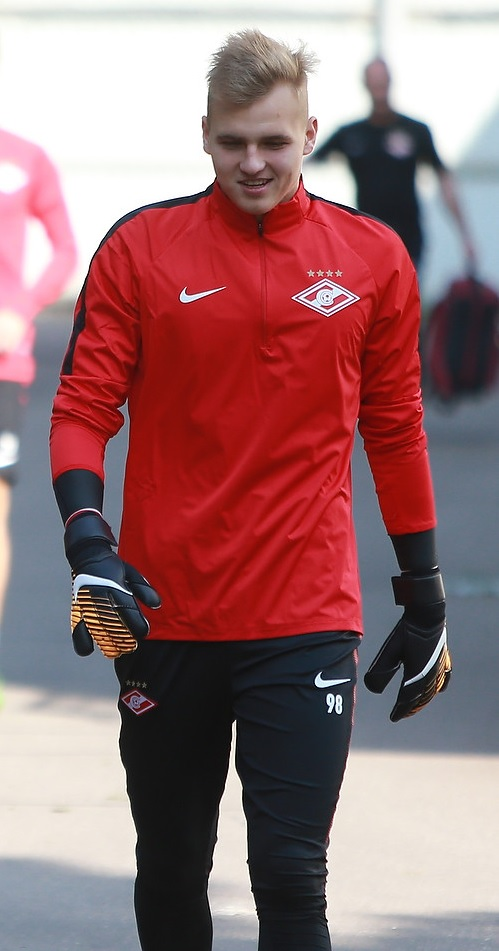
Максименко в 2017 году

До того как Максименко стал футболистом, он вместе с братом Максимом занимался волейболом, параллельно играя в футбол во дворе. Его ставили в ворота, чтоб не затоптать, так как он был очень маленький. Позже парень со двора посоветовал Максименко записаться в секцию. Начал заниматься футболом в возрасте 9 лет в секции ростовского «Локомотива», на первой тренировке пропустил около 15-20 мячей, но уже на следующей всего два. Играл в чемпионате города полтора года, после чего его позвали в Академию имени Виктора Понедельника, где он провёл следующие 5 лет. Первый тренер — сербский специалист Александар Веселинович.
В 15 лет получил приглашение на просмотр в академию московского «Спартака», который успешно прошёл. За два с половиной года в академии «Спартака» Максименко выиграл чемпионат Москвы и России, а также Кубок РФС. В четвертьфинале первенства страны со сверстниками из ЦСКА Александр отбил два одиннадцатиметровых в серии послематчевых пенальти, затем снова выручил свою команду в зрелищном полуфинале с «Сатурном» и вывел её на «Зенит». Петербуржцев спартаковцы-98 тоже победили и впервые выиграли чемпионат России. В академии «Спартака» тренировался под руководством Рината Дасаева.
С 2015 года начал выступать за молодёжный состав «Спартака», за который дебютировал 2 августа в домашнем матче против «Рубина» (6:1). Всего в 2015—2017 годах сыграл 35 матчей, пропустил 29 мячей. Зимой 2016 года был переведён в «Спартак-2» и принимал участие в Кубке ФНЛ 2016. 13 августа 2016 года дебютировал за «Спартак-2» в первенстве ФНЛ в домашнем матче против «Тюмени» (2:3). В 2016—2018 годах провёл за вторую команду 24 матча, пропустив 38 мячей.

### «Спартак» Москва
Летние предсезонные сборы 2016 и 2017 годов проходил вместе с первой командой «Спартака» и принимал участие в товарищеских играх. В сентябре 2017 года попал в заявку «Спартака» на Лигу чемпионов 2017/18.
25 октября 2017 года дебютировал за основной состав «Спартака» в матче 1/8 финала кубка России против клуба «Спартак-Нальчик» (5:2).

#### Сезон 2018/19

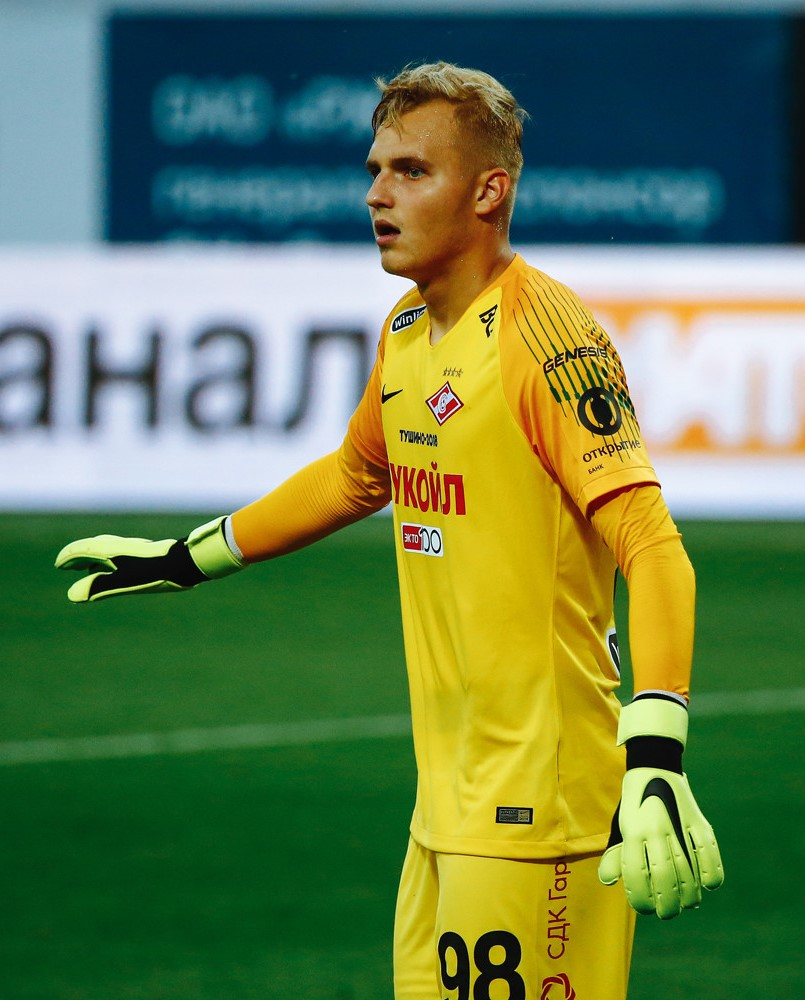
Максименко в 2018 году

Перед началом сезона главный тренер «Спартака» Массимо Каррера решал, на кого сделать ставку в качестве основного вратаря в сезоне, так как основной вратарь в сезоне 2017/18 Александр Селихов травмировал ахиллово сухожилие. Многие предполагали увидеть в воротах опытного Артёма Реброва, однако этого не случилось, и Каррера ввёл в основной состав Максименко. 28 июля 2018 года дебютировал за основной состав в премьер-лиге в матче 1-го тура против «Оренбурга» (1:0), в котором отыграл на ноль. 8 августа 2019 года дебютировал в Лиге чемпионов в 3-м квалификационном раунде против греческого клуба ПАОК (2:3). 25 августа 2018 года Максименко впервые пропустил в матче чемпионата России против московского «Динамо» (2:1), его сухая серия с момента дебюта составила 441 минуту, он не пропускал в четырёх матчах подряд. Этот результат стал третьим в российских чемпионатах для вратарей-дебютантов.
После увольнения Массимо Карреры и прихода Олега Кононова в ноябре 2018 года, в стартовом составе стал выходить Ребров, однако это продолжилось недолго, так как он получил травму плеча. После травмы Реброва в ворота стал восстановившийся Селихов, однако и он надолго не задержался в воротах, так как также получил травму — перелом руки. После этого у Кононова не оставалось выбора, как ставить Максименко в стартовый состав, и Александр так и оставался основным вратарём «Спартака» даже после восстановления Реброва и Селихова. 26 мая 2019 года в 30-м туре, сразу после проигранного матча с «Оренбургом» (0:2), Олег Кононов возложил всю вину на молодого вратаря Александра Максименко, хотя в этом матче игроки «Спартака» не показали абсолютно ничего, не создав ни единого голевого момента. Многими болельщиками и экспертами данное высказывание было оценено неодобрительно.
В сезоне 2018/19 был основным вратарём «Спартака», выиграв конкуренцию у Артёма Реброва и Александра Селихова (который восстановился от травмы ахиллова сухожилия только к концу 2019 года). Максименко провёл в чемпионате России 2018/19 23 матча, пропустив 22 мяча (10 матчей «на ноль»). Сыграл 8 матчей в еврокубках, в которых пропустил 15 мячей, и 1 матч в Кубке России, в котором пропустил один мяч.

#### Сезон 2019/20

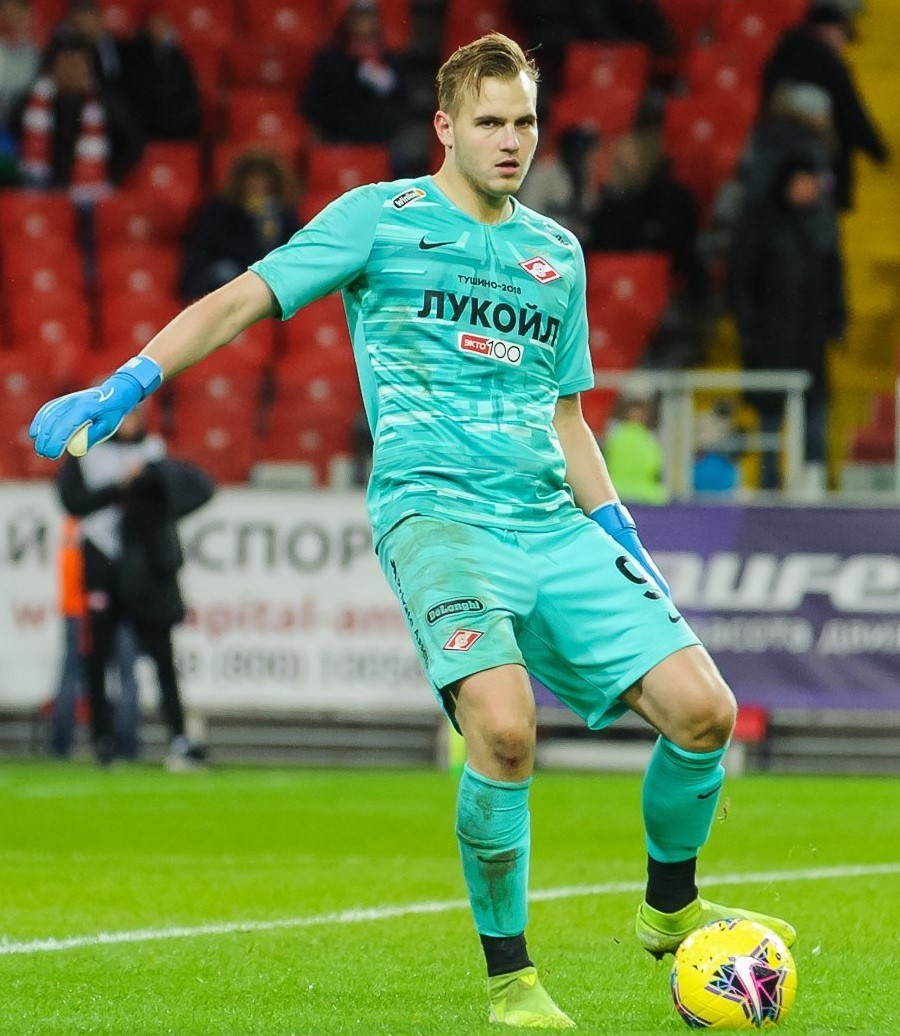
Максименко в 2019 году

Сезон 2019/20 начал в качестве основного вратаря «Спартака», так как сильно прибавил в игре. 3 августа 2019 года был признан лучшим игроком матча 4-го тура чемпионата России против московского «Динамо» (0:0). По итогам августа болельщики «Спартака» (45 % проголосовавших) признали Максименко лучшим игроком месяца, в течение августа Максименко без замен отыграл в четырёх матчах Российской Премьер-лиги и четырёх квалификационных встречах Лиги Европы, внёс значимый вклад в важные для клуба победы. В сентябре снова признан лучшим игроком команды по мнению болельщиков (27 % проголосовавших), в течение сентября принял участие в 4 матчах Российской премьер-лиги, отыграв без замен.
В конце сентября Олег Кононов был уволен, а новым главным тренером стал Доменико Тедеско, при котором Максименко стал безоговорочным первым номером «Спартака». 31 октября 2019 года в матче кубка России против «Ростова» (2:1) провёл свой 50-й матч за «Спартак» и стал первым молодым голкипером в истории «красно-белых», достигшим этой отметки. По итогам октября в третий раз был признан лучшим игроком команды (22 % проголосовавших), в этом месяце без замен отыграл два матча в рамках чемпионата России, сумев оба раза оставить ворота «Спартака» в неприкосновенности, а также кубковую встречу с «Ростовом», в которой помог команде выйти в четвертьфинал. 8 декабря в матче 9-го тура чемпионата России против «Ростова» (1:4) на 45-й минуте матча отразил пенальти от Ивелина Попова, намертво зафиксировав мяч. 4 марта 2020 года в матче 1/4 финала Кубка России против ЦСКА (3:2) вышел в стартовом составе и провёл весь матч, а на 107-й минуте матча, когда команда находилась в меньшинстве, сделал голевую передачу через всё поле на Джордана Ларссона, и этот мяч оказался победным. 14 марта 2020 года в гостевом матче 22-го тура против «Оренбурга» (3:1) совершил множество спасений своих ворот, помог своей команде одержать победу, и был признан лучшим игроком этого матча. В марте в четвёртый раз признавался лучшим игроком команды (29 % проголосовавших), в течение марта Максименко принял участие во всех матчах «Спартака» до приостановки чемпионата страны из-за пандемии COVID-19: вратарь без замен отыграл все три встречи.
Всего в сезоне 2019/20 за «Спартак» провёл 36 матчей (29 в РПЛ, 3 в Кубке России и 4 в Лиге Европы) и пропустил 42 мяча (31 в РПЛ, 5 в Кубке России и 6 в Лиге Европы), также сыграл 9 матчей на «ноль» и сделал одну голевую передачу. В сезоне 2019/20 по точности передач (90 процентов, согласно данным InStat) Максименко опередил многих звёздных коллег — Тибо Куртуа (89 %), Кейлора Наваса (88 %), Давида Де Хеа (87 %) и Яна Облака (84 %), в РПЛ ему в этом компоненте равных не было, ближайший Игорь Акинфеев, показал 82-процентную точность. По проценту отражённых ударов (74) превзошёл, например, звезду «Барселоны» Марка-Андре тер Стегена (71), а в РПЛ — всё того же Акинфеева (73). По количеству спасений (1,16 в среднем за матч) Максименко оказался лучше и Матвея Сафонова (1,07), Гильерме (0,72), и Михаила Кержакова (0,73). По итогам сезона Максименко был признан болельщиками «Спартака» игроком года и получил призы «Золотой кабан» и «Гладиатор года».

#### Сезон 2020/21

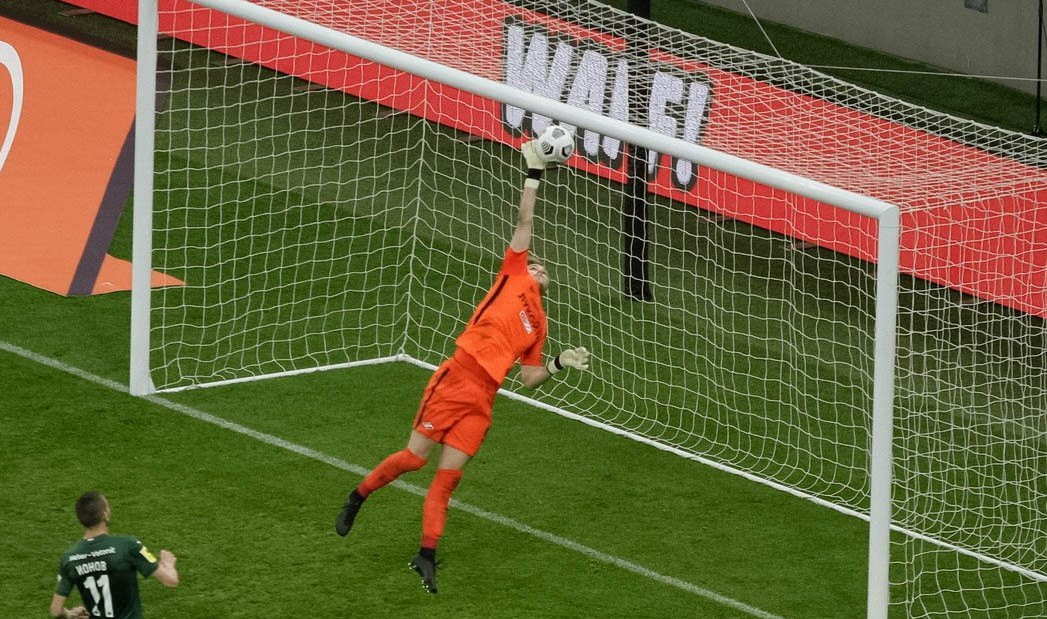
Максименко совершает спасение своих ворот в матче против «Краснодара» (3:1)

14 августа 2020 года в домашнем матче 2-го тура чемпионата России против «Ахмата» (2:0) провёл свой 70-й матч за «Спартак», голкипер москвичей стал пятнадцатым вратарём в истории клуба, которому покорилась данная отметка, и первым воспитанником. Также Максименко — самый молодой в списке пятнадцати, ему 22 года и 148 дней, а прежнему рекордсмену Ринату Дасаеву на тот момент было 22 года и 291 день. 26 августа 2020 года в 5-м туре чемпионата России уверенные действия вратаря позволили команде добиться успеха в гостевом матче против «Ротора» (1:0), также по итогам матча был признан лучшим игроком. 3 октября 2020 года в домашнем матче 10-го тура чемпионата России против петербургского «Зенита» (1:1) совершил 10 спасений своих ворот и по итогам матча был признан лучшим игроком. 17 октября 2020 в гостевом матче 11-го тура чемпионата России против «Химок» (3:2) совершил множество спасений своих ворот, и был признан лучшим игроком. По итогам первого круга Максименко попал в символическую сборную по версии «Советского спорта». По итогам 2020 года Максименко попал в топ-50 самых дорогих вратарей мира и топ-10 самых дорогих игроков из России по версии испанского издания AS.
13 марта 2021 года в гостевом матче 22-го тура чемпионата России против московского «Динамо» (2:1) Максименко совершил несколько ярких спасений за десять минут до конца основного времени: ногой отразил удар Гильермо Варелы, в упор и не дал забить Константину Тюкавину и тем самым помог своей команде одержать важную победу в дерби, и был назван лучшим игроком.
В сезоне 2020/21 провёл 31 матч (29 в чемпионате и 2 в Кубке), пропустил 39 мячей (36 в чемпионате и 3 в Кубке) и провёл 6 «сухих» матчей (все — в чемпионате). По итогам сезона завоевал со «Спартаком» серебряные медали чемпионата, а также был признан лучшим вратарём лиги по версии издания «Чемпионат».

#### Сезон 2021/22

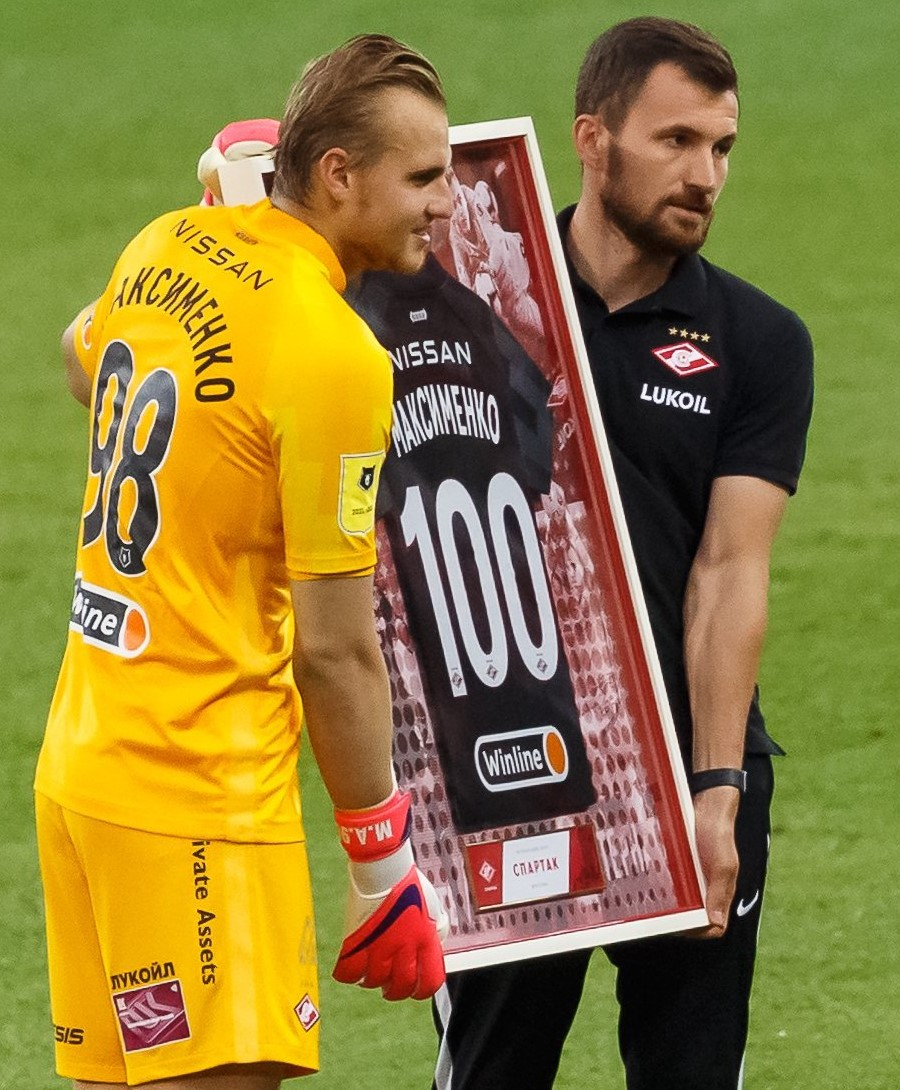
Вручение памятной футболки в честь ста проведённых матчей за клуб

24 июля 2021 года в матче 1-го тура чемпионата России против «Рубина» (0:1) провёл свой 100-й матч за «Спартак». Начал сезон в качестве основного вратаря, но в конце октября 2021 года главный тренер клуба Руй Витория сделал основным вратарём Александра Селихова. За три октябрьских матча, с 16 по 24 октября, Максименко пропустил 13 мячей: два от «Динамо», четыре от «Лестера» и семь от «Зенита», на 13 пропущенных мячей пришлось лишь 19 ударов в створ ворот «Спартака».
Максименко стал много ошибаться в простых решениях и допускать позиционные недочёты. По данным статистического поратла understat, «Спартак» пропустил на 3.6 больше мячей, чем должен был, исходя из качества допущенных у своих ворот моментов — это был третий с конца показатель в лиге. От общего количества ударов в створ ворот Максименко отбил только 58 % — хуже среди стабильно играющих вратарей в РПЛ не было ни у кого. В сезоне 2021/22 у Максименко всего 6 суперсейвов. 15 декабря 2021 года продлил контракт со «Спартаком» до 1 июля 2025 года. В сезоне 2021/22 провёл во всех турнирах 25 матчей, в которых пропустил 35 мячей, а также семь раз отыграл «на ноль», вместе с клубом стал обладателем Кубка России.

#### Сезон 2022/23
С приходом Гильермо Абаскаля на пост главного тренера «Спартака» в июне 2022 года, основным вратарём в чемпионате России стал Александр Селихов, а Максименко закрепился в качестве кубкового вратаря. В Кубке России он провёл 11 матчей: шесть матчей на групповом этапе пути РПЛ, пропустив три мяча и сыграв четыре матча «на ноль», а также пять матчей плей-офф, пропустив семь мячей и проведя один матч «на ноль». В Кубке «Спартак» дошёл до полуфинала второго этапа пути регионов. Стал лучшим вратарём верхней сетки Кубка России, пять раз оставив ворота «Спартака» в неприкосновенности. В чемпионате России в сезоне 2022/23 отыграл за клуб три матча: против «Факела» (7-й тур; 4:1), петербургского «Зенита» (8-й тур; 1:2) и «Крыльев Советов» (30-й тур; 0:1). Всего в сезоне во всех турнирах отыграл за «Спартак» 14 матчей, в которых пропустил 14 мячей и в пяти матчах сохранил свои ворота в неприкосновенности, по итогам сезона завоевал бронзовые медали чемпионата России.

#### Сезон 2023/24
В сезоне 2023/24 был выбран Гильермо Абаскалем основным вратарём «Спартака» в сезоне. 28 октября 2023 года в матче 13-го тура чемпионата России против «Факела» (0:2) провёл свой 150-й матч за «Спартак», кроме того, Максименко впервые в карьере вывел команду на поле с капитанской повязкой. 17 апреля 2024 года в полуфинальном матче пути РПЛ Кубка России против петербургского «Зенита» (0:0) оставил свои ворота в неприкосновенности и был признан лучшим игроком встречи. Этот матч стал для Максименко 46-м матчем «на ноль» за «Спартак», он обошёл Артёма Реброва и стал рекордсменом клуба по сухим матчам в XXI веке. 21 апреля 2024 года в матче 25-го тура чемпионата России против «Ростова» (5:1) Максименко во второй раз в своей карьере вывел команду с капитанской повязкой, а также догнал Александра Прохорова по количеству побед за «Спартак» среди вратарей — 75 побед — пятое место в истории клуба. По итогам апреля 2024 года Максименко был признан игроком месяца в «Спартаке». 25 мая 2024 года в заключительном матче чемпионата России против «Оренбурга» (0:0) Максименко провёл свой 10-й сухой матч за «Спартак» в сезоне, тем самым стал первым вратарём красно-белых за шесть лет добившимся подобного результата. По итогам мая 2024 года второй раз подряд был признан лучшим игроком месяца в «Спартаке». Всего в сезоне 2023/24 Максименко принял участие в 29 матчах во всех турнирах, пропустил 27 мячей и в 12 встречах он отыграл «на ноль». По итогам сезона был признан болельщиками «Спартака» лучшим игроком сезона, набрав 57 процентов голосов. Также Максименко во второй раз в карьере был удостоен награды от болельщиков клуба — «Золотой кабан», как лучший игрок года.

#### Сезон 2024/25
Перед началом сезона 2024/25 у «Спартака» произошла смена тренера, команду возглавил серб Деян Станкович, а тренером вратарей стал итальянец Пьерлуиджи Бривио. Максименко начал сезон в качестве основного вратаря клуба, выйдя в стартовом составе на матч 1-го тура чемпионата России против «Оренбурга» (0:2). 5 августа 2024 года «Спартак» в матче 3-го тура чемпионата России разгромил самарские «Крылья Советов» (3:0), для Максименко эта крупная победа стала 20-й за клуб, он вошёл в топ-5 по этому показателю в XXI веке. 31 августа 2024 года в матче 7-го тура чемпионата России против «Рубина» (1:0), Максименко провёл свой пятый матч подряд «на ноль» в рамках РПЛ, тем самым выдал свою лучшую «сухую» серию в профессиональной карьере в чемпионате России за красно-белых. В 2024 году Максименко провёл 17 матчей «на ноль», что стало лучшим результатом среди вратарей в Российской премьер-лиге. 6 апреля 2025 года в матче чемпионата России против «Ростова» (3:0) «Спартак» установил клубный рекорд по сухим матчам после 23 туров, сыграв 14 раз в сезоне «на ноль». Также Максименко сыграв 14 матч «на ноль» повторил рекорд «Спартака» в XXI веке, когда Артём Ребров в сезоне 2016/17 также провёл 14 игр «на ноль». По итогам сезона 2024/25 в РПЛ, Максименко повторил клубный рекорд по количеству «сухих» игр в рамках чемпионата России, установленный Александром Филимоновым в 1997 году, сыграв 15 таких встреч. Всего в сезоне 2024/25 Максименко во всех турнирах провёл 31 матч, пропустил 28 мячей и провёл 16 встреч «на ноль». 25 мая 2025 года перенёс операцию на мениске.

#### Сезон 2025/26
Сезон 2025/26 Максименко начал в качестве основного вратаря «Спартака», выйдя в стартовом составе на матч 1-го тура чемпионата России против махачкалинского «Динамо» (1:0). 26 июля 2025 года в матче 2-го тура чемпионата России против «Балтики» (0:3), Максименко провёл свой 200-й матч за «Спартак», став пятым вратарём в истории клуба с таким достижением. 16 августа 2025 года в матче 5-го тура чемпионата России против петербургского «Зенита» (2:2), отразил пенальти и стал лидером среди вратарей «Спартака» по количеству отражённых пенальти в чемпионатах России, отразив шестой удар.

## Карьера в сборной
С 2015 года регулярно вызывался в юношескую сборную России (до 17). Принимал участие в чемпионате Европы (до 17 лет). Александр отразил пенальти в четвертьфинале против Англии — и команда, воодушевившись, побежала вперёд и тут же забила победный гол. В полуфинале Россия уступила Германии и стала бронзовым призёром. Участвовал в чемпионате мира (до 17 лет), где вместе со сборной дошёл до 1/8 финала.
Вызывался в юношеские сборные России до 18 и до 19 лет. В ноябре 2016 года в составе сборной ФНЛ участвовал в товарищеском матче против молодёжной сборной Кипра (1:1).
В сентябре 2017 года вошёл в расширенный список молодёжной сборной России на отборочные матчи чемпионата Европы 2019. 7 сентября 2018 года дебютировал за молодёжную сборную в товарищеской встрече против сборной Египта (до 21 года) (1:1). В марте 2021 года принимал участие на молодёжном Чемпионате Европы 2021, где сыграл все три игры группового этапа с молодёжными сборными Исландии (4:1), Франции (0:2) и Дании (0:3).
16 августа 2021 года был впервые вызван главным тренером Валерием Карпиным в основную сборную России для подготовки к матчам отборочного турнира чемпионата мира. Дебютировал за сборную России 7 июня 2024 года в товарищеском матче против сборной Беларуси (4:0), заменив Матвея Сафонова в перерыве встречи. 19 ноября 2024 года впервые вышел в стартовом составе национальной команды в товарищеском матче против сборной Сирии (4:0), отыграв «на ноль».

## Личная жизнь
Старший брат Максим Максименко (1994 г. р.) — волейболист, победитель молодёжного чемпионата мира 2015. С 2020 года — либеро клуба «Нефтяник».

## Достижения

### Командные
«Спартак» (Москва)
- Серебряный призёр чемпионата России: 2020/21[48]
- Бронзовый призёр чемпионата России: 2022/23
- Обладатель Кубка России: 2021/22
- Победитель молодёжного первенства России: 2016/17
- Финалист Суперкубка России: 2022

Россия (до 17)
- Бронзовый призёр (полуфиналист) чемпионата Европы: 2015

### Индивидуальные
- Обладатель премии болельщиков команды «Спартак» Москва — «Золотой кабан» (2): 2020[36], 2024[67]
- Обладатель премии болельщиков команды «Спартак» Москва — «Гладиатор года»: 2020[36]
- Лучший вратарь чемпионата России по версии «Чемпионата»: 2020/21[49]
- Лучший игрок сезона по версии болельщиков «Спартака»: 2023/24[66]

## Статистика выступлений

### Клубная
| Клуб                    | Сезон            | Лига | Лига | Лига          | Кубки | Кубки | Кубки         | Еврокубки | Еврокубки | Еврокубки     | Итого | Итого | Итого         |
| Клуб                    | Сезон            | Игры | Голы | Матчи на ноль | Игры  | Голы  | Матчи на ноль | Игры      | Голы      | Матчи на ноль | Игры  | Голы  | Матчи на ноль |
| ----------------------- | ---------------- | ---- | ---- | ------------- | ----- | ----- | ------------- | --------- | --------- | ------------- | ----- | ----- | ------------- |
| Спартак (Москва)        | 2017/18          | 0    | 0    | 0             | 1     | −2    | 0             | 0         | 0         | 0             | 1     | −2    | 0             |
| Спартак (Москва)        | 2018/19          | 23   | −22  | 10            | 1     | −1    | 0             | 7         | −13       | 2             | 31    | −36   | 12            |
| Спартак (Москва)        | 2019/20          | 29   | −31  | 9             | 3     | −5    | 0             | 4         | −6        | 0             | 36    | −42   | 9             |
| Спартак (Москва)        | 2020/21          | 29   | −36  | 6             | 2     | −3    | 0             | —         | —         | —             | 31    | −39   | 6             |
| Спартак (Москва)        | 2021/22          | 16   | −22  | 5             | 4     | −2    | 2             | 5         | −11       | 0             | 25    | −35   | 7             |
| Спартак (Москва)        | 2022/23          | 3    | −4   | 0             | 11    | −10   | 5             | —         | —         | —             | 14    | −14   | 5             |
| Спартак (Москва)        | 2023/24          | 24   | −22  | 10            | 5     | −5    | 2             | —         | —         | —             | 29    | −27   | 12            |
| Спартак (Москва)        | 2024/25          | 27   | −23  | 15            | 4     | −5    | 1             | —         | —         | —             | 31    | −28   | 16            |
| Спартак (Москва)        | 2025/26          | 5    | −10  | 1             | 0     | −0    | 0             | —         | —         | —             | 4     | −10   | 1             |
| Спартак (Москва)        | Итого            | 156  | −170 | 56            | 31    | −33   | 10            | 16        | −30       | 2             | 203   | −233  | 68            |
| → Спартак-2 (фарм-клуб) | 2016/17          | 4    | −6   | 1             | —     | —     | —             | —         | —         | —             | 4     | −6    | 1             |
| → Спартак-2 (фарм-клуб) | 2017/18          | 20   | −32  | 4             | —     | —     | —             | —         | —         | —             | 20    | −32   | 4             |
| → Спартак-2 (фарм-клуб) | Итого            | 24   | −38  | 5             | —     | —     | —             | —         | —         | —             | 24    | −38   | 5             |
| Всего за карьеру        | Всего за карьеру | 180  | −208 | 61            | 31    | −33   | 10            | 16        | −30       | 2             | 227   | −271  | 73            |

### Сборная
| Матчи Максименко за молодёжную сборную России | Матчи Максименко за молодёжную сборную России | Матчи Максименко за молодёжную сборную России | Матчи Максименко за молодёжную сборную России | Матчи Максименко за молодёжную сборную России | Матчи Максименко за молодёжную сборную России | Матчи Максименко за молодёжную сборную России |
| №                                             | Дата                                          | Оппонент                                      | Счёт                                          | Пропущенные мячи                              | Соревнование                                  |                                               |
| --------------------------------------------- | --------------------------------------------- | --------------------------------------------- | --------------------------------------------- | --------------------------------------------- | --------------------------------------------- | --------------------------------------------- |
| 1                                             | 7 сентября 2018                               | Египет (до 21)                                | 1:1                                           | 1                                             | Товарищеский матч                             |                                               |
| 2                                             | 12 октября 2018                               | Македония (до 21)                             | 5:1                                           | 1                                             | Отборочные матчи МЧЕ-2019                     |                                               |
| 3                                             | 16 октября 2018                               | Австрия (до 21)                               | 2:3                                           | 3                                             | Отборочные матчи МЧЕ-2019                     |                                               |
| 4                                             | 25 марта 2019                                 | Норвегия (до 21)                              | 5:1                                           | 1                                             | Товарищеский матч                             |                                               |
| 5                                             | 5 июня 2019                                   | Чехия (до 21)                                 | 0:1                                           | —                                             | Товарищеский матч                             |                                               |
| 6                                             | 10 сентября 2019                              | Болгария (до 21)                              | 0:0                                           | —                                             | Отборочные матчи МЧЕ-2021                     |                                               |
| 7                                             | 11 октября 2019                               | Польша (до 21)                                | 2:2                                           | 2                                             | Отборочные матчи МЧЕ-2021                     |                                               |
| 8                                             | 13 октября 2020                               | Латвия (до 21)                                | 4:1                                           | 1                                             | Отборочные матчи МЧЕ-2021                     |                                               |
| 9                                             | 13 ноября 2020                                | Венгрия (до 21)                               | 0:2                                           | 2                                             | Товарищеский матч                             |                                               |
| 10                                            | 17 ноября 2020                                | Словения (до 21)                              | 2:2                                           | 2                                             | Товарищеский матч                             |                                               |
| 11                                            | 25 марта 2021                                 | Исландия (до 21)                              | 4:1                                           | 1                                             | Финальные матчи МЧЕ-2021                      |                                               |
| 12                                            | 28 марта 2021                                 | Франция (до 21)                               | 0:2                                           | 2                                             | Финальные матчи МЧЕ-2021                      |                                               |
| 13                                            | 31 марта 2021                                 | Дания (до 21)                                 | 0:3                                           | 3                                             | Финальные матчи МЧЕ-2021                      |                                               |

Итого за молодёжную сборную России: 13 матчей / 19 голов пропущено; 4 победы, 4 ничьи, 5 поражений.
| Матчи Максименко за сборную России | Матчи Максименко за сборную России | Матчи Максименко за сборную России | Матчи Максименко за сборную России | Матчи Максименко за сборную России | Матчи Максименко за сборную России | Матчи Максименко за сборную России |
| №                                  | Дата                               | Оппонент                           | Счёт                               | Пропущенные мячи                   | Соревнование                       |                                    |
| ---------------------------------- | ---------------------------------- | ---------------------------------- | ---------------------------------- | ---------------------------------- | ---------------------------------- | ---------------------------------- |
| 1                                  | 7 июня 2024                        | Беларусь                           | 4:0                                | —                                  | Товарищеский матч                  |                                    |
| 2                                  | 19 ноября 2024                     | Сирия                              | 4:0                                | —                                  | Товарищеский матч                  |                                    |
| 3                                  | 25 марта 2025                      | Замбия                             | 5:0                                | —                                  | Товарищеский матч                  |                                    |

Итого за сборную России: 3 матча / 0 голов пропущено; 3 победы, 0 ничьих, 0 поражений.